# Mycetophila biformata
Mycetophila biformata är en tvåvingeart som beskrevs av Duret 1986. Mycetophila biformata ingår i släktet Mycetophila och familjen svampmyggor. Inga underarter finns listade i Catalogue of Life.